# Alfred Gottschalk
Alfred Gottschalk (22 avril 1894 - 4 octobre 1973) est un biochimiste allemand connu dans la recherche sur les glycoprotéines. Au cours de sa carrière, il a écrit 216 articles de recherche et critiques, et quatre livres.

## Biographie
Gottschalk est né à Aix-la-Chapelle, le troisième de quatre enfants de Benjamin et Rosa Gottschalk. Il choisit d'étudier la médecine, à partir de 1912, et fréquente les universités de Munich, Fribourg-en-Brisgau et Bonn. La Première Guerre mondiale interrompt ses études, mais il les achève en 1920 et obtient son diplôme de médecine à l'Université de Bonn. Il a une expérience de travail clinique dans les facultés de médecine de Francfort-sur-le-Main et de Wurtzbourg et suit des études de physiologie - biochimie à Bonn, qui conduisent à ses premières publications, à un prix de l'Université de Madrid et à une invitation à travailler à l'Institut Kaiser Wilhelm de thérapie expérimentale. et biochimie avec Carl Neuberg.
En 1923, il épouse Lisbeth Berta Orgler ; ensemble, ils ont un fils. Ils se séparent en 1950.
Gottschalk quitte l'Institut Kaiser Wilhelm de biochimie en 1926 pour devenir directeur du département de biochimie à l'hôpital général de Szczecin. Il quitte l'hôpital en 1934 à la suite des bouleversements de l'Allemagne nazie et entre dans un cabinet privé, part pour l'Angleterre au printemps 1939 et se rend à Melbourne en juillet. Il se voit offrir un poste de biochimiste par Charles Kellaway, directeur de l'Institut Walter et Eliza Hall. Il enseigne également la biochimie et la chimie organique à l'Institut royal de technologie de Melbourne et plus tard à l'Université de Melbourne. En 1945, il est naturalisé citoyen britannique. En 1949, il obtient un DSc de l'Université de Melbourne.
Au Walter and Eliza Hall Institute, Gottschalk collabore avec Frank Macfarlane Burnet. Ils découvrent la neuraminidase. Il est élu membre de l'Académie australienne des sciences en 1954.
À sa retraite en 1959, il est invité par Frank Fenner à faire des recherches à la John Curtin School of Medical Research de l'Université nationale australienne. Il quitte Canberra pour l'Allemagne en 1963, où il est nommé professeur invité à l'Institut Max Planck de recherche sur les virus à Tübingen. Il poursuit des recherches actives et pour ses contributions à la science est élu membre de l'Association américaine pour l'avancement des sciences en 1967 et reçoit un doctorat honorifique de l'Université de Münster (MD) en 1969.
Il est décédé à Tübingen le 4 octobre 1973.
La médaille Gottschalk pour la recherche médicale décernée par l'Académie australienne des sciences est nommée en son honneur,.